# ياسين أقطاي
ياسين أقطاي (بالتركية: Yasin Aktay)‏ (بالإنجليزية: Yasin Aktay) (ولد في 20 شباط / فبراير 1966، سرت) هو أكاديمي وكاتب ونائب مسؤول الشؤون الخارجية لحزب العدالة والتنمية سابقًا، ونائب عن حزب العدالة والتنمية في البرلمان التركي للدورتين الخامسة والعشرين والسادسة والعشرين عن مدينة سعرد. يشغل حاليا منصب نائب الرئيس المسؤول عن حقوق الإنسان والمتحدث باسم الحزب.

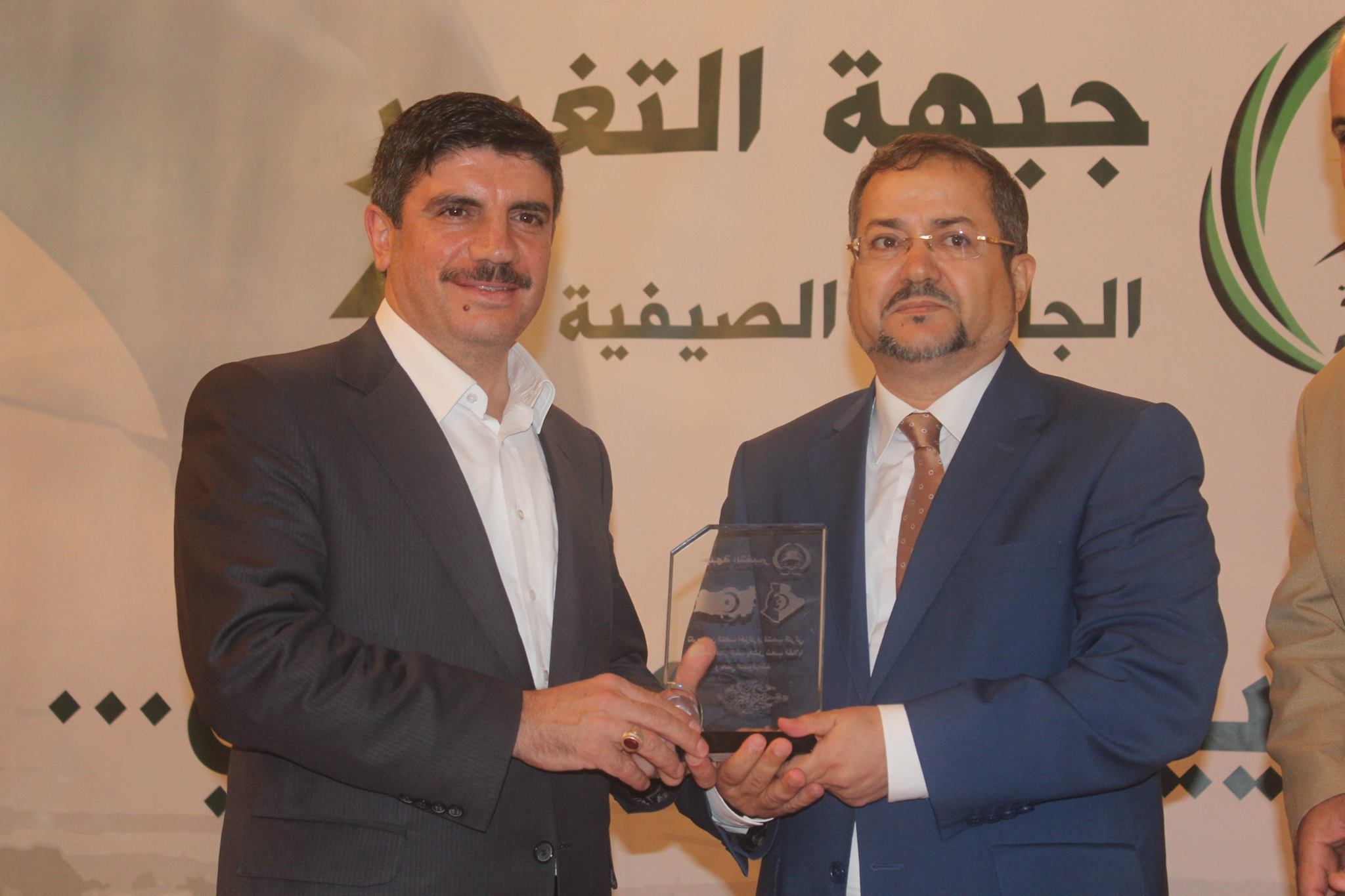

| معلومات شخصية             | معلومات شخصية              |
| ------------------------- | -------------------------- |
| تاريخ الميلاد             | 20 شباط/فبراير 1966        |
| العمر                     | 53 عاما                    |
| مكان الميلاد              | سعرد، تركيا                |
| اسم الوالد                | كرم                        |
| اسم الوالدة               | همامة                      |
| متزوج من                  | مولودة أقطاي               |
| الموقع الإلكتروني         | Yasinaktay.co              |
| الصفحة الرسمية علي فيسبوك | Facebook.com/yasinaktay.ar |

## حياته
ولد في مدينة سعرد في العشرين من شهر شباط/فبراير لعام 1966. أتم تعليمه الابتدائي والإعدادي والثانوي بمدينة سعرد. وحصل على درجة الليسانس في عام 1990 من قسم علم الاجتماع بجامعة الشرق الأوسط التقنية في نفس العام الذي التحق فيه بالجامعة. كما حصل على درجة الماجستير في عام 1993، والدكتوراه في عام 1997.وحصل على منصب أستاذ مساعد عام 1999، واستحق الحصول على لقب بروفيسور (أستاذ جامعي) عام 2005. وعمل كعضو في هيئة التدريس بقسم علم الاجتماع بكلية الآداب والفنون جامعة سلجوق في بداية من عام 1992 وحتى عام 2012.
قام بتقديم برنامج «عكسه ووجهه -tersi ve yüzü» مع فرهات كانتال بتليفزيون مهتاب (Mehtep TV) بداية من شباط/فبراير 2008 إلى شباط/فبراير 2011.
استمر في إعداد برنامج «وجهة نظر - bakışaçısı» الذي بدأه في تلفزيون " Net" عام 2011 .
و في ذات الوقت قدم برنامج «بين التراث والحداثة - Beyne’turas ve’l Hadasa» على قناة TRT العربية.
ثم عمل بعد ذلك بداية من أيلول /سبتمبر 2012 بقسم علم الاجتماع بكلية العلوم الإنسانية والاجتماعية التابعة لجامعة أنقرة يلدريم بايزيد. وحصل على منصب «نائب مسئول الشؤون الخارجية» لحزب العدالة والتنمية في عامي2014 – 2015. وقام بكتابة عمود في صحيفة الفجر الجديد «يني شفق» منذ عام 2006. وهو الرئيس الشرفي لمعهد الفكر الاستراتيجي بأنقرة. ويشغل منصب «رئيس المجموعة التركية للاتحاد البرلماني الدولي» في البرلمان التركي.

## عمله الأكاديمي
في عام 1991 نشر كتابًا ترجمه عن برايان س. تيرنر بعنوان «ماكس ويبر والإسلام». وفي عام 1992 بدأ العمل كباحث في قسم علم الاجتماع بجامعة سلجوق. وفي عام 1993 أنهى برنامج رسالته للماجستير والتي كانت بعنوان «الخلافات السياسية والفكرية حول دراسة المعرفة الدينية». ثم تخرج عام 1997 من هذا البرنامج وهو يكتب رسالته للدكتوراة والتي كانت بعنوان «البنية، النص، الهوية: الخطاب الإسلامي للأصالة في تركيا الحديثة». وفي نوفمبر/تشرين الثاني عام 1999 حصل على لقب «بروفيسور» متخصص في «علم الاجتماع التطبيقي». وخلال مسيرته الأكاديمية نشر له أكثر من مائة مقالة وتم ترجمتها في مجلات مختلفة باللغتين العربية والإنجليزية. قام في الفترة بين أبريل/نيسان إلى سبتمبر/آيلول 2001 بدراسة مقارنة بين أخلاقيات العمل للطبقة البرجوازية التي توسعت حديثا في الأناضول وبين أخلاقيات العمل للمورمون وذلك بجامعة يوتا بولاية يوتا بالولايات المتحدة الأمريكية وفاز بمنحة البحوث خارج الوطن وذلك بعد رسالة الدكتوراة التي قام بها عام 2001 بأكاديمية العلوم بتركيا. وتم نشر العديد من أجزاء هذه الدراسة في مختلف المجالات، وتم تقديم هذه الدراسات في مؤتمرات مختلفة.
قام بإلقاء محاضرات حول «المشكلات الاجتماعية والتغير الاجتماعي» و«علم اجتماع الشرق الأوسط» بدعوة من مؤسسة (ليبرا) بجامعة ماين بالولايات المتحدة الأمريكية وذلك في العام الدراسي 2003-2004.
كما سلط الضوء على مواضيع هامة مثل البنية الاجتماعية لتركيا، المشاكل المنهجية لعلم الاجتماع التطبيقي، علم التأويل، علم اجتماع الجسد، وسياسات الهوية والاختلاف في العالم الحديث وما بعد الحداثة، التاريخ الاجتماعي، علم اجتماع وفلسفة الدين والإسلام.
كان رئيس تحرير إصدارت «وادي» في الفترة ما بين 1992 – 2000. كما عمل رئيسا للتحرير في مجلة «تذكرة» المتخصصة في العلوم الاجتماعية والفكر والسياسة والتي بدأ نشرها عام 1991. وكان مشاركا في تحرير مجلة «المجتمع المدني» التي بدأ نشرها عام 2003. ومن ناحية أخرى كان عضوا في هيئة تحرير مجلة «اليوميات الأوروبية» ومجلة «تعليم القيم» ومجلة «حقوق الإنسان» ومجلة «تاريخ الأديان». حصل على لقب بروفيسور في تخصص علم اجتماع المؤسسات عام 2005.
كان رئيسا لمعهد الفكر الإستراتيجي في الفترة ما بين 2010 – 2014. تم انتخابه في سبتمبر / أيلول 2012 كعضو في «الهيئة التنفيذية للقرار المركزي» خلال المؤتمر الدوري الرابع لحزب العدالة والتنمية.
قام بتحرير العديد من المجلات. يتحدث العربية والإنجليزية بطلاقة، ويعرف اللغة الكردية بدرجة متوسطة.

## كتبه
- دراسة مترجمة (من اللغة الإنجليزية) لأحمد شيدام حول حرية العقل والمجتمع: يورغن هابرماس 975-7726-06-0، 135، أنقرة، إصدارات وادي، 1992
- بالتعاون مع إرول جوكا وعبد الله توبشو اوغلو، كان هناك كلمة من قبل: مقالة حول التفسير، 975-7726-33-8، 302، أنقرة، إصدارت وادي، 1996
- بالتعاون مع عبد الله توب تشغلو، مقتطفات لما بعد الحداثة والإسلام، العولمة والإستشراق، 975-7726-50-8، 352، أنقرة، إصدارات وادي، 1996
- ترجمة عن بريان س. تيرنر، ماكس ويبر والإسلام: مقاربة نقدية، 975-7726-03-6، 325، انقرة، إصدارات وادي، 1997
- الجسد، النص، الهوية: الخطاب الإسلامي للأصالة في تركيا الحديثة، 404، أنقرة، (رسالة دكتوراة) OTÜD، معهد العلوم الاجتماعية، قسم علم الاجتماع،1997
- بالتعاون مع م. أمين كوكتاش، علم الاجتماع الديني 975-7726-48-6، 349، أنقرة، إصدارات وادي، 1998
- الاحتمالات (الإمكانات) الاجتماعية للدين التركي، 975-470-759-6، 252، إسطنبول، إصدارات إلتشيم، 1999
- ترجمة (من اللغة العربية) عن محمد أركون، بالتعاون مع جمال الدين أردمجي، مباحثات حول التاريخ، الفلسفة، السياسة، 975-6768-11-8، 194، أنقرة، إصدارات وادي، 2000
- ترجمة عن إرام لابيدوس تاريخ المجتمعات الإسلامية، 975-470-957-2، 783، إسطنبول، إصدارات إلتشيم،2002
- (قسم الكتاب) الشتات والإستقرار، جون اسبوزيتو، م. هاكان ياووز، الإسلام التركي والدولة العلمانية، 975-6571-68-3، 280، الولايات المتحدة الأمريكية، نيويورك، مطبعة جامعة سيراكيوز، 2003
- الفكر السياسي في تركيا الحديثة، 6 مجلدات إسلامية، محرر، 975-05-0253-1، 1112، إسطنبول، إصدارات إلتشيم، 2004.
- ما بعد الحداثة والإسلام، العولمة والاستشراق
- كان هناك كلمة من قبل، رسالة علمية حول التفسير
- علم الاجتماع الديني
- الإمكانية الاجتماعية للدين التركي: العلوية والبروتستانتية الإسلامية
- الفكر السياسي في تركيا الحديثة: الإسلاموية
- التحضر العالمي: نموذج قونية
- الإسلام ومصادر العلمنة
- الخوف والسلطة: صناعة المؤامرة وهيمنة النخبة
- مساهمة نقدية في تاريخ علم الاجتماع التركي
- تشويه التاريخ: علم اجتماع التاريخ ووعي التاريخ
- الآخر باعتباره هوية مشتركة في تركيا
- العولمة، التعددية، الأصالة
- أوقات الأزمة: حزب العدالة والتنمية والسياسة التركية من 28 شباط/فبراير إلى 27 نيسان/إبريل
- الثقافة والسياسة في الشرق الأوسط الجديد، شارك في تحريره ياسين أقطاي، باكينام الشرقاوي، أحمد أوصال
- الثقافة والسياسة في الشرق الأوسط المتوسط
- سيد قطب: اللاهوت السياسي والفقه والنزعة التاريخية

## التراجم

### من اللغة الإنجليزية
- ماكس ويبر والإسلام: مقاربة نقدية، بريان س. تيرنر (وادي، 1991)
- حرية العقل والمجتمع، أحمد تشيغدام (وادي 1992)
- تاريخ المجتمعات الإسلامية، إيرا لابيدوس (مجلدان، إصدارات إيلاتيشيم، 2002، 2010)

### من اللغة العربية
- محادثات التاريخ والفلسفة والسياسة، محمد أركون (وادي 2000)

## روابط متعلقة
- الموقع الرسمي بالعربية للدكتور ياسين أقطاي
- الموقع الرسمي بالتركية للدكتور ياسين أقطاي
- حساب الدكتور ياسين أقطاي على تويتر